# PC-98
 (octobre 2023).
Si vous disposez d'ouvrages ou d'articles de référence ou si vous connaissez des sites web de qualité traitant du thème abordé ici, merci de compléter l'article en donnant les références utiles à sa vérifiabilité et en les liant à la section « Notes et références ».

Le PC-98 (de son nom complet NEC PC-9801) est un micro-ordinateur japonais créé par NEC en 1982.

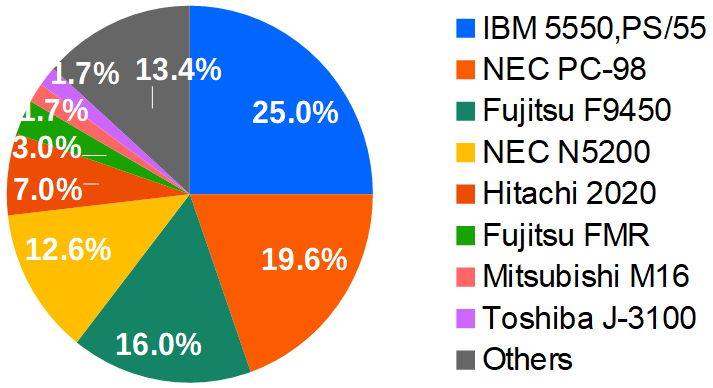
Le PC-98 faisait partie de 19,6 % des 30165 ordinateurs personnels utilisés (1989) parmi les nombreuses autres marques.

## Historique
La première version du PC-98 utilisait un processeur Intel 8086 tournant à une fréquence d'horloge de 5 MHz et était dotée de 128 Ko de mémoire vive, améliorable en 640 Ko. La résolution graphique pouvait monter jusqu'à 640 X 400 pixels avec un affichage comportant une palette de 8 couleurs. Son successeur, le PC-9801E, sorti en 1983, utilisait un processeur Intel 8086-2, que l'on pouvait faire tourner soit à 5 MHz soit à 8 MHz.
Au cours des années 1980 et au début des années 1990, NEC dominait le marché des ordinateurs personnels japonais avec plus de 60 % de PC-98 et PC-88 vendus. En 1990, IBM Japan lança son nouveau système d'exploitation, le DOS/V (ja), capable d'afficher les caractères japonais sur des IBM PC ordinaires. Après cela, les ventes de PC-98 commencèrent à décliner. Le dernier successeur de la gamme fut le PC-9821Ra43 sorti en 2000 et basé sur un processeur Celeron, allant à une fréquence de 433 MHz.
Seiko Epson a développé des clones de PC-98 avec des périphériques compatibles.

## En tant que plate-forme vidéoludique
Le PC-98 possédait des milliers de jeux vidéo conçus pour lui. Malgré le fait qu'il était très inférieur en matière de matériel au FM Towns de Fujitsu ou au Sharp X68000 de Sharp Corporation, la large base installée ainsi que le grand nombre de titres vidéoludiques — en particulier des simulations de drague ou des jeux de rôle — lui apportèrent les faveurs de nombreux développeurs japonais, avant l'avènement des clones supportant le DOS/V. Les cinq premiers jeux de la série des Touhou, connue pour avoir été développée uniquement par ZUN, sont sortis sur PC-98.
De ce fait le PC-9801 peut être vu comme l'équivalent japonais de l'IBM PC, sauf que NEC conserva, jusqu'à la fin, le matériel et la plate-forme sous licence propriétaire.

## Voir également
- Liste de jeux PC-98
- PC-88